# 阿格
阿格，是匈牙利巴兰尼亚州所辖的一个村。总面积12.03平方公里，总人口179，人口密度14.9人/平方公里（2011年1月1日）。